# Pro Cycling Manager Saison 2011
Pro Cycling Manager Saison 2011 est un jeu vidéo de course cycliste développé par Cyanide et édité par Focus Home Interactive, sorti en juin 2011 sur Windows, et pour la première fois de la série sur PlayStation 3 et Xbox 360.

## PC

### Modes de jeu
Chaque mode de jeu permet d'incarner le manager d'une équipe, sauf le mode "Piste" où le joueur incarne un pistard.

#### Piste
Le but est de finir premier dans une des sept épreuves sur piste proposées (vitesse individuelle, élimination, course aux points, 200 mètres lancés, omnium, keirin et scratch).

C'est le seul mode dans lequel le joueur n'incarne pas le manager d'une équipe.

#### Étape
Le but de ce mode est de gagner une étape d'un tour.

#### Classique
Dans ce mode, il faut gagner une des nombreuses classiques proposées dans le jeu (Paris-Roubaix, Milan-San Remo, Liège-Bastogne-Liège...)

#### Tour
Ici, le joueur, dans son rôle de manager, dirige une équipe qu'il faut mener vers la victoire dans un des tours du jeu (Tour de France, Giro d'Italia, Vuelta a España...)

#### Saison
Dans ce mode, le joueur dirige une équipe pendant une saison complète, en s'occupant seulement des courses (il ne s'occupe pas de l'équipement, des stages...).

#### Carrière
Ici, le joueur dirige une équipe cycliste pendant plusieurs saisons. Contrairement au mode "Saison", il s'occupe non seulement des courses, mais aussi des transferts, des blessures, de l'inscription aux courses, des stages, de l'équipement et des sponsors.

## PS3 / Xbox 360
Sur les versions PS3 et Xbox 360, le joueur d'incarne un coureur cycliste sur l'une des 21 étapes du Tour de France 2011. Seules les zones principales de chaque étape peuvent être jouées, les autres étant simulées par le jeu.